# Parastypiura bouceki
Parastypiura bouceki är en stekelart som beskrevs av Wallace A. Steffan 1973. Parastypiura bouceki ingår i släktet Parastypiura och familjen bredlårsteklar. Inga underarter finns listade i Catalogue of Life.